# Чечино (Минская область)
Че́чино (бел. Чэчына) — деревня в составе Фанипольского сельсовета Дзержинского района Минской области Беларуси. Деревня расположена в 16 километрах от Дзержинска, 14 километрах от Минска и 9 километрах от железнодорожной станции Фаниполь.